# Plebejus intermediamarginata
Plebejus intermediamarginata är en fjärilsart som beskrevs av Tutt 1909. Plebejus intermediamarginata ingår i släktet Plebejus och familjen juvelvingar. Inga underarter finns listade i Catalogue of Life.